# 다키우치 야스오
다키우치 야스오(일본어: 滝内 弥瑞生, 1935년 10월 30일 ~ 2018년 9월 23일)는 일본의 전 프로 야구 선수이자 야구 지도자이다. 후쿠오카현 출신이며 현역 시절 포지션은 내야수였다.

## 인물
후쿠오카 현립 도바타 고등학교 시절에는 에이스 나카지마 다카시(훗날 난카이 호크스에 입단)를 거느리고 1953년 하계 고시엔 후쿠오카현 예선 결승에 진출했지만 후에 프로에서 동료가 되는 도치쿠 고등학교의 투수 오기 아키라에게 막혀 팀은 석패, 고시엔 대회 출전을 놓쳤다.
고교 졸업 후 1954년 니시테쓰 라이온스에 입단하여 2년 뒤인 1956년에는 1군에 정착, 내야 유틸리티 플레이어로서 39경기에 선발 출전했다. 또 대주자 겸 수비 요원으로서도 기용돼 그 해부터 팀의 3년 연속 리그 우승과 일본 시리즈 우승에도 기여했다. 1960년에는 오기의 대기 선수이면서도 주로 2루수로서 56경기에 선발 출전했고, 1961년에도 61경기에 선발 출전하는 결과를 남겼다. 하지만 그 이후에는 출전 기회가 줄어들었고 1963년을 끝으로 현역 생활을 은퇴했다. 1956년 이후 평균 80경기에 출전해서 니시테쓰의 황금 시대를 지원하는 역할을 했다. 수비 요원으로서 출전이 많았던 통산 타율은 1할 대에 그쳤지만 1960년에는 타율 2할 4푼 9리를 기록했다.
이후 라이온스(니시테쓰 → 다이헤이요 → 크라운 → 세이부)에서 2군 수비 코치(1964년 ~ 1965년, 1968년 ~ 1971년, 1975년, 1977년 ~ 1981년), 1군 코치 겸 전력분석원(1966년 ~ 1967년), 1군 수비 코치(1972년 ~ 1974년, 1976년) 등을 맡았고 긴테쓰 버펄로스로 자리를 옮기면서 2군 수비 주루 코치(1982년 ~ 1984년), 1군 수비 코치(1985년), 1군 내야 수비 코치(1986년 ~ 1988년), 2군 감독(1989년 ~ 1992년) 등을 역임했다.
2018년 9월 23일, 만성 심부전으로 후쿠오카시 사와라구의 병원에서 향년 82세의 나이로 사망했다.

## 상세 정보

### 출신 학교
- 후쿠오카 현립 도바타 고등학교

### 선수 경력
- 니시테쓰 라이온스(1954년 ~ 1963년)

### 등번호
- 54(1954년)
- 8(1955년 ~ 1963년)
- 55(1964년 ~ 1973년)
- 72(1974년 ~ 1981년)
- 65(1982년 ~ 1985년)
- 75(1986년 ~ 1992년)

### 연도별 타격 성적
| 연 도       | 소 속       | 경 기 | 타 석 | 타 수 | 득 점 | 안 타 | 2 루 타 | 3 루 타 | 홈 런 | 루 타 | 타 점 | 도 루 | 도 루 자 | 희 생 번 | 희 생 플 | 볼 넷 | 고 4 | 사 구 | 삼 진 | 병 살 타 | 타 율 | 출 루 율 | 장 타 율 | O P S |
| ----------- | ----------- | ----- | ----- | ----- | ----- | ----- | ------- | ------- | ----- | ----- | ----- | ----- | -------- | -------- | -------- | ----- | ---- | ----- | ----- | -------- | ----- | -------- | -------- | ----- |
| 1954년      | 니시테쓰    | 8     | 2     | 2     | 4     | 1     | 0       | 0       | 0     | 1     | 0     | 1     | 0        | 0        | 0        | 0     | -    | 0     | 1     | 0        | .500  | .500     | .500     | 1.000 |
| 1955년      | 니시테쓰    | 41    | 13    | 11    | 6     | 0     | 0       | 0       | 0     | 0     | 0     | 5     | 3        | 0        | 0        | 2     | 0    | 0     | 8     | 0        | .000  | .154     | .000     | .154  |
| 1956년      | 니시테쓰    | 88    | 148   | 134   | 19    | 24    | 4       | 3       | 1     | 37    | 12    | 5     | 9        | 3        | 0        | 8     | 0    | 2     | 43    | 2        | .179  | .236     | .276     | .512  |
| 1957년      | 니시테쓰    | 85    | 89    | 84    | 11    | 16    | 1       | 0       | 1     | 20    | 6     | 1     | 1        | 3        | 0        | 1     | 0    | 1     | 30    | 0        | .190  | .209     | .238     | .447  |
| 1958년      | 니시테쓰    | 93    | 173   | 156   | 12    | 31    | 8       | 2       | 1     | 46    | 9     | 5     | 3        | 5        | 1        | 11    | 0    | 0     | 41    | 2        | .199  | .251     | .295     | .546  |
| 1959년      | 니시테쓰    | 73    | 98    | 87    | 7     | 9     | 5       | 0       | 1     | 17    | 5     | 1     | 0        | 5        | 0        | 6     | 0    | 0     | 31    | 3        | .103  | .161     | .195     | .357  |
| 1960년      | 니시테쓰    | 81    | 227   | 201   | 28    | 50    | 11      | 2       | 6     | 83    | 38    | 4     | 0        | 9        | 1        | 14    | 0    | 2     | 55    | 2        | .249  | .304     | .413     | .717  |
| 1961년      | 니시테쓰    | 91    | 237   | 222   | 17    | 41    | 1       | 1       | 2     | 50    | 13    | 6     | 1        | 1        | 2        | 10    | 0    | 2     | 52    | 10       | .185  | .226     | .225     | .452  |
| 1962년      | 니시테쓰    | 78    | 147   | 128   | 9     | 24    | 5       | 0       | 1     | 32    | 3     | 4     | 3        | 7        | 0        | 8     | 0    | 4     | 41    | 2        | .188  | .257     | .250     | .507  |
| 1963년      | 니시테쓰    | 42    | 33    | 26    | 7     | 3     | 0       | 0       | 0     | 3     | 2     | 0     | 1        | 2        | 0        | 4     | 0    | 1     | 5     | 0        | .115  | .258     | .115     | .373  |
| 통산 : 10년 | 통산 : 10년 | 680   | 1167  | 1051  | 120   | 199   | 35      | 8       | 13    | 289   | 88    | 32    | 21       | 35       | 4        | 64    | 0    | 12    | 307   | 21       | .189  | .244     | .275     | .519  |